# Rauchensteiner Säge

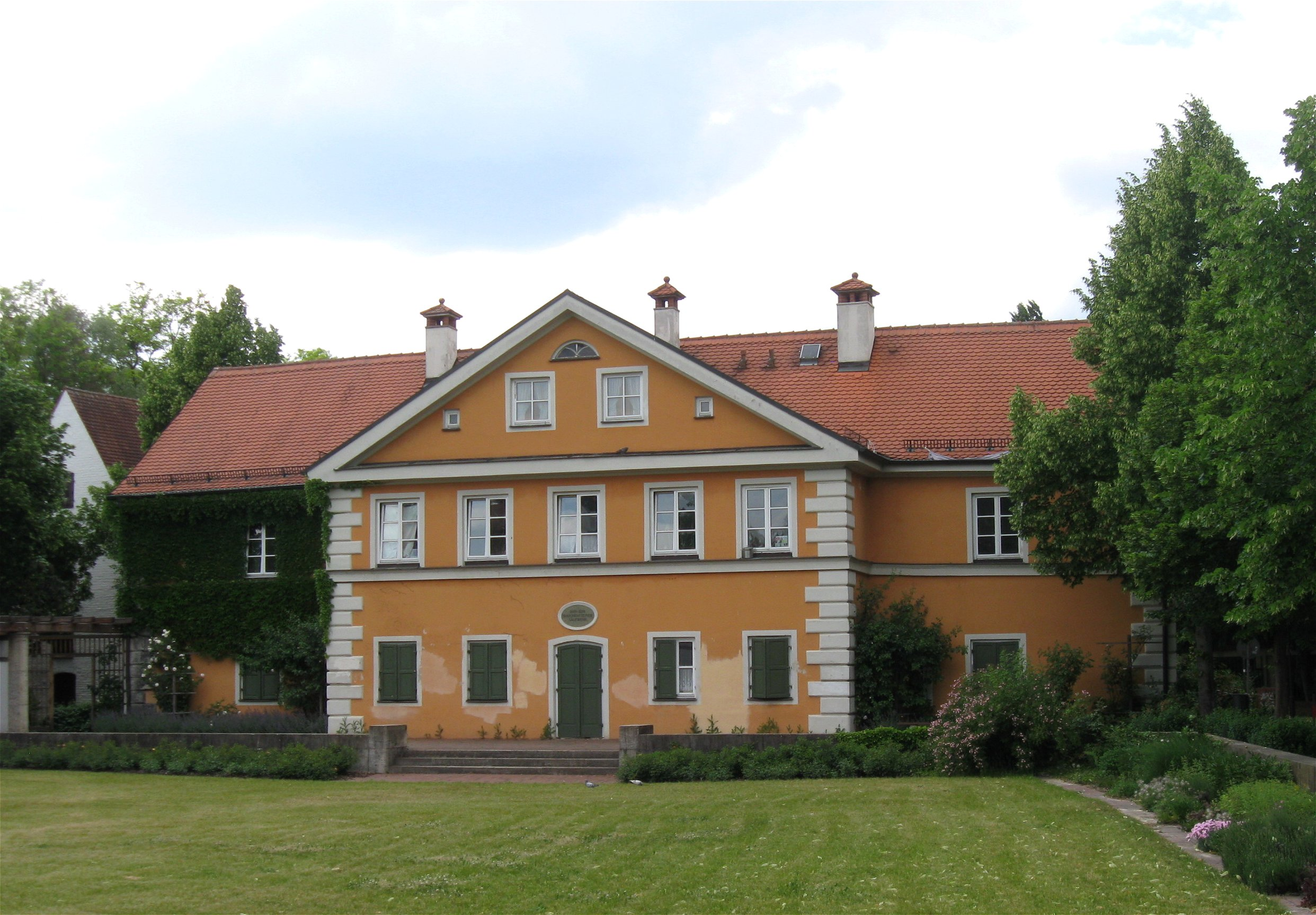
Das Rauchensteiner vor der Sanierung (2012)

Das Rauchensteiner ist ein denkmalgeschützter Bau auf der Mühleninsel in Landshut, das heute als Restaurant genutzt wird.

## Geschichte
Der Ursprung des Rauchensteiner Anwesens geht in die Mitte des 15. Jahrhunderts zurück.
Mitte des 19. Jahrhunderts wurde das heutige Haus gebaut, ein zweigeschossiger Satteldachbau mit Mittelrisalit. Die Familie Rauchensteiner nutze die Rauchensteiner Säge als Verwaltungsgebäude ihres Sägewerks. 
Mit der städtischen Verdichtung wurde es zugebaut, später von Nachbarbauten wieder befreit und auf die Denkmalliste gesetzt. Von 2015 bis 2017 wurde das Haus einer aufwändigen Sanierung unterzogen, die als mustergültig beurteilt wurde. 2018 wurde die Sanierung mit dem Bauherrenpreis der Stadt Landshut ausgezeichnet.
Seit 2017 wird das Gebäude als Restaurant genutzt.